# Callirhoe (cratère)
Pour les articles homonymes, voir Callirrhoé.
Callirhoe est le nom d'un cratère d'impact présent sur la surface de Vénus. 
Le cratère a ainsi été nommé par l'Union astronomique internationale en 1991 en hommage à la peintre et sculptrice grecque Callirrhoé.  
Son diamètre est de 33,8 km. Il se situe dans la région du quadrangle de Niobe Planitia (quadrangle V-23). 